# مختارات زادسبرام
مختارات زادسبرام هو كتاب باللغة البهلوية من الأدب الزرادشتي [الإنجليزية] من تأليف العالم والكاهن الأعظم زادسبرام في القرن التاسع، والذي كان نشطًا بشكل أساسي حوالي عام 880 م. كانت أعماله مؤلفة في وقت قريب من دنكارد وبونداهيشن وتتناول موضوعات مماثلة، لكنها مستقلة عنهما. تتضمن الموضوعات الأساسية للكتاب وصفًا لعلم الكونيات الزرادشتي [الإنجليزية]، وحياة النبي زرادشت، ثم النهاية الأخروية. ويتناول العمل أيضًا مسائل الطب وعلم التنجيم وعلم الحيوان. بعض أقسام العمل مستمدة من كتاب زند، وهو تعليق زرادشتي سابق.
إلى جانب كتاب بنداهسان، فإن مختارات زادسبرام هي واحدة من المعالجات المنهجية الأساسية لعلم الكونيات الزرادشتي المعروف من الأدب الزرادشتي.

## البناء
ييحتوي النص على 35 فصلاً. ووفقًا لتافاديا، ينقسم الكتاب إلى ثلاثة أقسام تشمل: مرحلة كونية/الخَلْق، ومرحلة تتناول حياة زرادشت، وأخيرًا النهاية الأخروية. أما جيغنو وتفّضلي فيقترحان تقسيمًا رباعيًّا للعمل:
- الفصول 1-3: نشأة الكون المازدي ومراحل الخلق.
- الفصول 4-26: الأحداث الأسطورية في حياة زرادشت.
- الإصحاحان 27 و28: الصفات الخمس للكهنة، والنصائح العشر للرجال الأتقياء، والتقسيم الثلاثي للدين.
- الفصول 29-30: قسم ثالث منفصل. تكوين الشخص البشري وفقًا لمخطط رباعي.
- الإصحاحات 34-35: علم الأخرويات العام وأحداث نهاية الزمان.

## الطبعات
- أنكلساريا، بي تي مختارات زادسبرام مع النص والمقدمة . الجزء الأول. بومباي. 1964.
- راشد محصل، MT جوزيديها-يي زادسبارام [مختارات زادسبارام]. طهران. 1987.
- جينوكس وتفازولي، أنثولوجي مختارات زادسبرام، ستوديا إيرانيكا، المجلد 13، باريس، 1993.
- سون، ب. 1996. طب مختارات زادسبرام: التشريح وعلم وظائف الأعضاء وعلم النفس في "مختارات زادسبرام"، وهي أنثولوجيا زرادشتية-فارسية وسطى من إيران في بدايات العصر الإسلامي. فيسبادن (إيرانيكا 3).

نُشرت طبعة سابقة بواسطة م. ب. دافر في عام 1908، لكن جميع النسخ المعروفة فُقدت في حريق عام 1945. أما طبعة أنكليزاريا فاستندت إلى المخطوطات K35 (من القرن السادس عشر)، وBK، وTD. وجميع هذه المخطوطات غير مكتملة. أما الطبعة الأحدث التي أعدّها جيغنو وتفّضلي فاستندت إلى المخطوطة K35 وإلى طبعة أنكليزاريا السابقة.
بالإضافة إلى ذلك، تم نشر مسرد للنص:
- بهار، م. مختارات زادسبرام [مسرد مختارات زادسبرام]. طهران. 1972.

## الترجمات
وقد تمت ترجمة عدة أقسام من المختارات في مجلدات مختلفة من مجموعة الكتب المقدسة الشرقية [الإنجليزية] من 50 مجلدًا بالإضافة إلى مجلدات أخرى:
- الفصول من 1 إلى 3 في المجلد الخامس من الكتب المقدسة للشرق [4]
- الفصول من 4 إلى 27 في المجلد 47 من الكتب المقدسة للشرق [5]
- الفصل 28 في المجلد 37 من الكتب المقدسة للشرق [6]
- الفصول 1 و 24 بقلم زاهنر [7]
- الفصول 29 و 30 بقلم بيلي [8]

## طالع أيضًا
- علم الكونيات في الشرق الأدنى القديم [الإنجليزية]
- هيكسيميرون [الإنجليزية]

### الاستشهادات
1. ↑  Macuch 2009، صفحة 139–141.
2. 1 2 3 4  Gignoux 2005.
3. ↑  Skjærvø 2011، صفحة 337.
4. ↑  Müller 1880.
5. ↑  Müller 1897.
6. ↑  Müller 1892.
7. ↑  Zaehner 1938.
8. ↑  Bailey 1943.